# Társadalmi kreditrendszer
A társadalmi kreditrendszer (社会信用体系 shèhuì xìnyòng tǐxì) a Kínai Kommunista Párt kezdeményezése egy nemzeti kreditrendszer létrehozására. A rendszer célja, hogy minden kínai állampolgárhoz és Kínában működő üzlethez egy társadalmi kreditet rendeljen a kormány által gyűjtött adatok alapján.

## Hivatalos terv
2014. június 14-én a Kínai Népköztársaság Államtanácsa közzétett egy dokumentumot Tervkörvonalazás egy társadalmi kreditrendszer kivitelezésére (2014–2020) címmel (angolul: Planning Outline for the Construction of a Social Credit System (2014-2020); kínaiul: 国务院关于印发社会信用体系建设规划纲要（2014—2020年)). A kínai nyelven közzétett dokumentumot Rogier Creemers kínai internetjoggal foglalkozó holland jogász fordította le angolra és publikálta a weboldalán.
Az Államtanács a kreditrendszer négy fő fókuszterületét nevezte meg: őszinteség a kormányzati ügyekben (政务诚信), üzleti becsületesség (商务诚信), társadalmi becsületesség (社会诚信) és igazságügyi hitelesség (司法公信). Habár a média elsősorban a rendszer kínai állampolgárokra való hatásaival foglalkozik, ami a társadalmi becsületesség fókuszterület alá esik, a kínai kormány szeretné a rendszert minden Kínában működő üzletre is kiterjeszteni.
A kínai kormány terve szerint a kreditrendszer 2020-ban lép életbe, és minden kínai állampolgárnak, illetve Kínában működő üzletnek kötelező lesz belépnie a programba.

## Kivitelezés
A rendszer egyelőre még nem lépett érvénybe, viszont több kínai városban is zajlanak kísérleti projektek, melyek hasznos információval szolgálnak az országos rendszer kialakításához. Az egyik ilyen rendszer a 2017-ben Sanghajban bevezetett Honest Shanghai telefonos alkalmazás, amely a regisztrált felhasználókhoz egy értékelést (rossz, jó vagy nagyon jó) rendel a róluk elérhető információk alapján.
2015-ben a kínai kormány felhatalmazott nyolc kínai céget arra, hogy elindítsák a saját kreditrendszereiket. A nyolc cég közé tartozik az Alibaba Group alá tartozó Ant Financial és a WeChat alkalmazást fejlesztő Tencent. A demórendszerek kialakításában részt vevő cégek felhasználók százmillióiról gyűjtenek adatokat, és ezeket felhasználva vonnak le következtetéseket a felhasználók személyiségéről és hitelképességéről.
Bár az országos rendszer, amihez minden kínai állampolgárnak és Kínában működő üzletnek csatlakoznia kell, csak 2020-ban fog elindulni, a kezdeményezés már sok személyre volt negatív hatással. A kreditrendszer elődjéül szolgáló adatfeldolgozó rendszereknek köszönhetően több millió kínai polgár került „feketelistákra”, és lett eltiltva nemzetközi repülőjegyek vásárlásától vagy attól, hogy a gyerekeit magániskolába járassa.